# Cambridge City (Indiana)
Cambridge City es un pueblo ubicado en el condado de Wayne en el estado estadounidense de Indiana. En el Censo de 2010 tenía una población de 1870 habitantes y una densidad poblacional de 708,55 personas por km².

## Geografía
Cambridge City se encuentra ubicado en las coordenadas 39°48′44″N 85°10′15″O / 39.81222, -85.17083. Según la Oficina del Censo de los Estados Unidos, Cambridge City tiene una superficie total de 2.64 km², de la cual 2.62 km² corresponden a tierra firme y (0.69%) 0.02 km² es agua.

## Demografía
Según el censo de 2010, había 1870 personas residiendo en Cambridge City. La densidad de población era de 708,55 hab./km². De los 1870 habitantes, Cambridge City estaba compuesto por el 98.5% blancos, el 0.21% eran afroamericanos, el 0.48% eran amerindios, el 0.27% eran asiáticos, el 0% eran isleños del Pacífico, el 0.05% eran de otras razas y el 0.48% pertenecían a dos o más razas. Del total de la población el 0.91% eran hispanos o latinos de cualquier raza.